# Raparna horciusalis
Raparna horciusalis là một loài bướm đêm trong họ Noctuidae.